# Les Amies
Les Amies è un libretto di poesie di Paul Verlaine pubblicato clandestinamente sotto lo pseudonimo di Pablo de Herlagnez nel dicembre 1867. Racchiude sei sonetti, la maggior parte erotici, dedicati all'omosessualità femminile.
È la seconda raccolta pubblicata da Verlaine dopo Poèmes saturniens, del 1866.

## Genesi e storia editoriale
Dopo la pubblicazione di Poèmes saturniens, Verlaine si dedica contemporaneamente a diversi progetti. Mentre compone le poesie della sua futura raccolta Feste galanti, egli compone anche  poesie appartenenti a generi diversi, e collabora al giornale letterario e satirico Le Hanneton, diretto da Eugène Vermersch, dove egli pubblica l'8 agosto 1867 un sonetto intitolato «Sappho», riguardante la l'antica poetessa greca che porta quel nome.
La raccolta viene stampata in Belgio dall'editore di Bruxelles, Auguste Poulet-Malassis, famoso per aver pubblicato degli scritti allora considerati inappropriati, come I fiori del male di Baudelaire. Il libretto di poesie contiene cinquanta copie di cui otto, destinate all'autore, non giungono immediatamente a Verlaine, poiché queste dovevano essere spedite clandestinamente fino alla frontiera ma vengono sequestrate dalla dogana; Verlaine le recupera più tardi durante un viaggio in Belgio .
La raccolta è condannata alla distruzione dal tribunale ordinario di Lilla il 6 maggio 1868, insieme ad una cinquantina di opere tra cui I relitti di Baudelaire, per «oltraggio alla morale pubblica e religiosa nonché alla buona condotta». Lo stesso Poulet-Malassis non è stato perseguitato dalla giustizia, ma il libraio di Bruxelles incaricato di vendere il libro in Francia, Charles Sacré-Duquesne, viene condannato dalla giustizia ad un anno di prigione e ad una multa di 2000 franchi, mentre sua moglie è stata condannata a quattro mesi di prigione e ad una multa di 500 franchi, il tutto per «vendite a domicilio senza autorizzazione» . Una seconda stampa viene, nonostante tutto, pubblicata all'inizio del 1869 con delle piccole correzioni. Nel 1870, appaiono una seconda e poi una terza edizione, ma queste sono delle contraffazioni alle quali Verlaine non ha collaborato.
Nel 1872-1873, Verlaine pensa di nuovo alla raccolta e domanda al suo amico ed editore Lepelletier di inviargli le poesie a Londra dove egli sta viaggiando con Rimbaud; ma il suo litigio con lo stesso Rimbaud e la sua condanna in prigione gli impediscono di svolgere bene ciò che può essere un progetto di redazione. Un progetto di redazione viene lanciato dal suo amico Léo d'Orfer nel 1883, ma non ha successo. La raccolta viene finalmente pubblicata nuovamente nel 1884, nella La Revue indépendante durante il mese di ottobre. Verlaine decide in seguito di raggruppare le poesie delle Amies nella sua raccolta Jadis et naguère, ma queste non vengono inserite, forse a causa delle riluttanze dell'editore Vanier; è in Parallèlement che esse vengono finalmente ristampate nel 1889.

## Composizione
Les Amies sono formati da sei sonetti: «Sur le balcon», «Pensionnaires», « Per amica silentia », «Printemps», « Été » e «Sappho».

## Analisi
Les Amies trattano della poesia erotica femminile, soggetto che Verlaine affronta di nuovo con le poesie raggruppate sotto il titolo «Filles» in Parallèlement nel 1889, successivamente la raccolta Femmes pubblicata clandestinamente nel 1890 che risulta seriamente pornografica . 
Durante il periodo in cui Verlaine pubblica Les Amies, la poesia erotica, in particolare il tema del "lesbianisme" , non è una novità : delle poesie erotiche compaiono in raccolte come il Parnasse satyrique du XIX siècle e il Nouveau Parnasse satyrique du XIX  siècle nel 1864 e 1866 .